# Wanda Wasilewska
Wanda Wasilewska (Cracovia, 21 gennaio 1905 – Kiev, 29 luglio 1964) è stata una politica e scrittrice polacca.

## Biografia
Era figlia di un noto politico polacco di sinistra (PPS), l'ex Ministro degli Esteri Leon Wasilewski. Studiò "polonistica" presso l'Università Jagellonica a Cracovia e si laureò nel 1927. Prima d'intraprendere la sua attività come polonista e redattrice dei quotidiani Robotnik (Il Lavoratore), Naprzód (Avanti) e Dziennik Popularny (Quotidiano popolare), fu attiva nell'organizzazione giovanile socialista.
Nella Direzione del PPS si impiegò per collaborare con comunisti e l'Unione Sovietica. Questa linea era contestata, poiché la maggioranza dei membri e dei simpatizzanti del PPS rifiutavano qualsiasi forma di collaborazione con l'Unione Sovietica e con il Partito Comunista di Polonia (KPP). Poiché non riuscì nel tentativo di avvicinare il PPS al KPP, divenne lei stessa comunista. Inoltre Wasilewska s'impegnò con gli esponenti di sinistra Wacław Barcikowski e Teodor Duracz nella "Lega per la difesa della gente e dei diritti dei cittadini".
Nel 1936 organizzò a Leopoli il Congresso degli intellettuali polacchi nel quale subito intervenne con una dimostrazione contro la Sanacja. Grazie alle grandi simpatie che suo padre godeva presso il Governo, non fu arrestata, sebbene ella stessa fosse, insieme al padre, sul piede di guerra. L'anno successivo, a causa delle sue opinioni comuniste fu cacciata dall'Associazione degli insegnanti polacchi.
Nel settembre 1939, di fronte alla Campagna di Polonia, fuggì nell'Unione Sovietica. Dopo il 17 settembre ottenne la cittadinanza sovietica e si stabilì da sola a Leopoli, mentre sua madre rimase nella Varsavia occupata dai tedeschi. Ella difese inoltre il Patto Molotov-Ribbentrop. A Leopoli lavorò per la rivista Czerwony Sztandar (Bandiera Rossa) e si guadagnò rapidamente la simpatia di Stalin.
Nel 1940 Wasilewska divenne direttrice del Teatro Drammatico di Lemberg e nel contempo rappresentante dell'URSS per la Galizia orientale Ella stessa parlò allora di sé come "ex polacca", per cui si procurò particolare odio da parte dei polacchi che vivevano sotto l'occupazione sovietica.
Insieme a Jerzy Putrament fondò la rivista Nowe Widnokręgi, nella quale si esprimeva contro l'esilio a Londra e a favore dell'instaurazione del comunismo in Polonia. Divenne incondizionatamente stalinista e le viene attribuita la frase: "Perfino la morte casuale di un innocente è preferibile al tramonto dell'URSS".
Dopo lo scoppio della guerra sovietico-tedesca operò nell'Armata Rossa come corrispondente di guerra e divenne commissario politico con il grado di colonnello dell'Armata. I suoi opuscoli di propaganda furono diffusi in milioni di copie tra i militari dell'Armata Rossa. Fu anche implicata nella formazione delle Forze combattenti polacche dell'Unione Sovietica (Divisione Kościuszko) dipendenti da Mosca.
Nel 1943 divenne Presidente dell'Unione dei Patrioti Polacchi (ZPP) nell'URSS, che raccoglieva non solo comunisti polacchi, ma anche politici di Centro liberati dai gulag siberiani, che si erano sottomessi a Stalin. In questa funzione incolpò in vari articoli e letture la Wehrmacht di aver perpetrato il Massacro di Katyn. Da Radio Mosca attaccò anche duramente il governo polacco in esilio, rimproverandolo, con la richiesta di una Commissione indipendente d'inchiesta sotto l'egida della Croce Rossa, di fare "diffamazione antisovietica" (antyradziecka heca) come propaganda per il regime nazista. Quando le autorità sovietiche nel gennaio del 1944 costituirono una propria Commissione d'inchiesta sotto la direzione del professore medico Nikolai Burdenko nel bosco di Katyn', Wanda Wasilewska fu inizialmente prevista come membro. Ma Stalin in persona ne depennò dalla lista il nome, insieme a quelli di altri polacchi, impartendo istruzioni affinché nessuno straniero fosse inserito nella Commissione Burdenko.
Nel 1944 fu nominata vicepresidente del Comitato Polacco di Liberazione Nazionale, dal quale proveniva il nuovo governo polacco controllato da Mosca. Però non tornò in Polonia. Dopo la guerra rimase in Unione Sovietica, proseguì il suo lavoro di deputato in Mosca e scrisse anche alcuni libri in tema di socialismo. Ella viveva all'inizio in un complesso edilizio costruito appositamente per l'élite dei funzionari, la Casa sul lungofiume (Дом на набережной/Dom na naberežnoj), quindi in una dacia a forma di villino, sempre a Mosca. Lei aveva accesso ai privilegi dell'élite del partito e si mostrava spesso in pelliccia. Anche nel suo soggiorno a Kiev viveva in lussuose condizioni. Secondo le testimonianze dei contemporanei, era un'accanita fumatrice e anche alcol-dipendente.
Nel 1949 rappresentò l'Unione Sovietica al Congresso per la pace mondiale di Parigi. In un appunto sulla vita culturale di Parigi sostenne che la Comédie Française fosse peggiore di qualsiasi teatro di dilettanti dell'Unione Sovietica e che Édith Piaf cantasse peggio di una contadina di un kolchoz. Ella inviò rapporti sui suoi colloqui con scrittori polacchi al Segretario del partito della Repubblica Sovietica dell'Ucraina, Nikita Sergeevič Chruščëv, che li inoltrò al capo del partito polacco Bolesław Bierut. A Mosca impose che le opere del giovane poeta Andrej Andreevič Voznesenskij, a causa di presunte violazioni dell'ortodossia, non venissero stampate e che a lui non fosse consentito di recarsi all'estero.
Wanda morì nel 1964 a Kiev, dove la sua salma fu inumata nel cimitero di Bajkove. Gli annunci del suo decesso sulla stampa sovietica furono sottoscritti da Leonid Brežnev, dal capo del KGB Jurij Andropov e dagli scrittori Il'ja Ėrenburg e  Michail Šolochov.
Nella Repubblica Popolare di Polonia numerose scuole, vie e istituzioni furono a lei intitolate, tra le quali anche l'Istituto Storico Militare (Wojskowy Instytut Historyczny) di Varsavia. Dopo il cambiamento politico del 1989/90, il suo nome fu cancellato da molti spazi pubblici.

## Successi letterari
Nella letteratura polacca Wasilewska conta come precursore del realismo socialista, che nei primi anni del dopoguerra era divenuto la linea-guida obbligatoria per gli scrittori. Scrisse romanzi e libri per bambini. Essi funsero persino in Unione Sovietica, come anche nella Repubblica Popolare polacca, come letture scolastiche. Ricevette per ben tre volte il Premio Stalin per la letteratura (1943, 1946, 1952). I suoi libri comparvero in russo nell'Unione Sovietica con una tiratura di più di dieci milioni di esemplari Dopo la morte di Stalin tuttavia essi furono appena ancora stampati.

## Matrimoni
Il suo primo marito, Roman Szymański, un ex commilitone, morì poco dopo il matrimonio di tifo; da lui Wanda ebbe una figlia, Eva. Il secondo marito, il muratore e sindacalista Marian Bogatko, sposato nel 1936, fu ucciso nel maggio 1940 in una sparatoria di un commando dell'NKWD. La stampa, posseduta e controllata dai sovietici, incolpò dell'attentato i nazionalisti ucraini. Secondo i rapporti di testimoni dell'epoca, tra i quali gli scrittori Władysław Broniewski e Aleksander Wat, scoppiò tra i partecipanti al matrimonio una rissa, poiché Bogatko aveva evidenziato un impoverimento del popolo sotto il regime sovietico. Chruščëv ammise nei suoi appunti pubblicati postumi, che i colpevoli provenivano dall'NKWD.
Per tutti i casi Chruščëv inviò lo scrittore comunista Oleksandr Kornijtschuk come supervisore; questi divenne il terzo marito di Wanda. Lo scrittore americano John Steinbeck, durante il suo viaggio in Unione Sovietica del 1947 fu ospite a Kiev di Wasilewska e Kornijtschuk. Egli descrive la lussuosa abitazione e i sontuosi pasti con cibi prelibati in una città, la cui popolazione si dibatteva in grosse difficoltà per rifornirsi di cibo. Secondo testimonianze di allora, Kornijtschuk tradiva regolarmente Wanda: almeno due dei figli a lui riconosciuti al di fuori del matrimonio provenivano da rapporti con altre donne. Per quanto si sa, dispose nel suo testamento che non desiderava, alla propria morte, essere sepolta accanto al marito, il quale morì otto anni dopo di lei e in effetti la sua salma venne inumata in altra tomba.

## Opere
- Magda (1935)
- Arcobaleno sul Dnjepr (1942)
- Canto sulle acque (1952, trilogia)
- Corpo nel giogo (1938) – Verlag Volk und Welt, Berlino, 1951.
- Facile amore (1944)